# Тульн (округ)
Тульн (нем. Bezirk Tulln) — округ в Австрии. Центр округа — город Тульн-ан-дер-Донау. Округ входит в федеральную землю Нижняя Австрия. Занимает площадь 734,00 км². Население 100 851 чел. Плотность населения 137 человек/кв.км.
Официальный код округа AT126.

## Муниципалитеты
Прилегающие поселения и деревни относящиеся к муниципалитету отмечены мелким шрифтом:
- Абсдорф
  - Абсберг
- Атценбругг
  - Атценбругг, Эберсдорф, Хайлигенайх, Хюттельдорф, Моосбирбаум, Таутендорф, Трасдорф, Ватцендорф, Вайнцирль
- Вюрмла
  - Анцинг, Дендорф, Эгельзе, Готтхартсберг, Груб, Гумпердинг, Ханкенфельд, Хольцлайтен, Йетцинг, Миттермоос, Пёдинг, Заладорф, Унтермос, Вальтендорф, Вюрмла
- Фельс-ам-Ваграм
  - Фельс-ам-Ваграм, Гёзинг-ам-Ваграм, Штеттенхоф, Тюрнталь
- Графенвёрт
  - Фойерсбрунн, Графенвёрт, Йеттсдорф, Зебарн, Санкт-Иоганн, Ваграм-ам-Ваграм
- Гросвайкерсдорф
  - Амайсталь, Баумгартен-ам-Ваграм, Гросвайкерсдорф, Гросвизендорф, Клайнвизендорф, Рупперсталь, Тифенталь
- Гросриденталь
  - Гросриденталь, Нойдегг, Оттенталь
- Юденау-Баумгартен
  - Баумгартен-ам-Тулльнерфельд, Фройндорф, Юденау, Цёфинг
- Кирхберг-ам-Ваграм
  - Альтенвёрт, Дёрфль, Энгельмансбрунн, Гиггинг, Кирхберг-ам-Ваграм, Kollersdorf, Mallon, Mitterstockstall, Neustift im Felde, Oberstockstall, Sachsendorf, Unterstockstall, Winkl
- Клостернойбург
  - Хёфляйн-ан-дер-Донау, Кирлинг, Клостернойбург, Критцендорф, Мария Гуджинг, Вайдлинг, Вайдлингбах
- Кёнигсбрунн-ам-Ваграм
  - Бирбаум-ам-Клебюэль, Фрауэндорф-ан-дер-Ау, Хипперсдорф, Кёнигсбрунн-ам-Ваграм, Утценла, Цаусенберг
- Кёнигштеттен
- Лангенрор
  - Аспарн, Кронау, Лангенрохр, Лангеншенбихль, Нойзидль
- Михельхаузен
  - Атцельсдорф, Мишельхаузен, Михельнорф, Миттерндорф, Пиксендорф, Руст-им-Тулльнерфельд, Шпиталь, Штрайтхофен
- Муккендорф-Випфинг
  - Муккендорф-ан-дер-Донау, Випфинг
- Зигхартскирхен
  - Абштеттен, Дитерсдорф, Айнзидль, Эльсбах, Флахберг, Герерсдорф, Голларн, Хенцинг, Когль, Краккинг, Кройт, Кронштайн, Оллерн, Эппинг, Пенцинг, Планкенберг, Ранцельсдорф, Раппольтенкирхен, Райхерсберг, Рид-ам-Райдерберг, Райдерберг, Рёренбах, Зигхартскирхен, Штайнхойсль, Вагендорф, Вайнцирль
- Зитценберг-Райдлинг
  - Аренберг, Баумгартен, Эггендорф, Хазендорф, Нойштифт, Райдлинг, Зитценберг, Таллерн
- Санкт-Андре-Вёрдерн
  - Альтенберг, Грайфенштайн, Хадерсфельд, Хинтерсдорф, Кирхбах, Санкт-Андре-фор-дем-Хагентале, Вроген
- Тульбинг
  - Хорхеррн, Кацельсдорф, Тульбинг, Вильферсдорф
- Тульн-ан-дер-Донау
  - Фрауэнхофен, Лангенлебарн-Оберайген, Лангенлебарн-Унтераген, Моллерсдорф, Нойайген, Нитцинг, Штасдорф, Трубензе, Тульн-ан-дер-Донау
- Цайзельмауэр-Вольфпассинг
  - Цайзельмауэр-Вольфпассинг
- Цвентендорф-ан-дер-Донау
  - Берндорф, Буттендорф, Дюрнрор, Эрперсдорф, Кайндорф, Клайншёнбихль, Мария-Понзе, Обербирбаум, Пишельсдорф, Пройвиц, Цвентендорф-ан-дер-Донау

## Новые муниципалитеты
В 2017 году Клостернойбург стал частью округа Тульн, когда округ Вин-Умгебунг перестал существовать.